# 加的斯 (加利福尼亞州)
加的斯（英語：Cadiz）是位於美國加利福尼亞州聖貝納迪諾縣的一個非建制地區。該地的面積和人口皆未知。

## 地理
加的斯的座標為34°40′29″N 115°30′46″W / 34.67472°N 115.51278°W，而該地的平均海拔高度為241米（即791英尺）。